# Pointer inglés
El pointer inglés (en inglés: English Pointer) es una raza de perro de caza originaria de Inglaterra, utilizada también como perro de compañía.

## Historia
El origen se remonta en el siglo XVII, cuando algunos ingleses comenzaron la cría de perros de caza que se adecuasen a la práctica de este deporte con escopeta. En la primera exposición canina celebrada en Inglaterra sólo se admitían perros de razas pointer o spaniel.[cita requerida]
Como ocurre tantas veces, existen varias teorías acerca de los orígenes del pointer. Algunos expertos afirman que es descendiente del braco francés mientras otros dicen que su antepasado en el braco inglés. Una tercera corriente tiene la opinión de que fue el braco español el padre de esta estirpe, ya que este perro se estableció en el Reino Unido por 1793.[cita requerida]

## Características
De acuerdo con los estándares impuestos por la FCI los machos miden entre 63 y 69 centímetros en su cruz, llegando a pesar 30 kilogramos. Las hembras miden entre 61 y 66 centímetros y llegan a pesar 25 kilogramos. Tiene un tórax ancho, muslos y patas bien desarrollados y musculosos. Pies ovalados, con dedos arqueados. Cola de mediana longitud, gruesa en la base, se va afinando gradualmente hacia la punta, llevada a nivel del cuerpo. El pelaje es fino, corto, rígido, perfectamente liso y lustroso.

## Temperamento

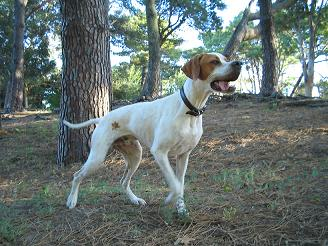
Pointer inglés cazando.

El pointer inglés ha sido definido como el perro de caza por excelencia. En virtud de sus clásicas formas. Veloz e incansable cazador, orgullo de los apasionados de las grandes búsquedas por sus grandes cualidades, que sabe poner de manifiesto sobre terrenos llanos y limpios. Está dotado de un finísimo olfato con el que sabe percibir el más leve olor de cualquier animal, incluso en climas cálidos y secos. Galopador incansable, de ánimo impetuoso y buscador veloz.
Las características de su modo de trabajar son la muestra muy firme, erguida y muy expresiva, y la guía decidida y vehemente. En el campo doméstico, esta raza se caracteriza por ser muy fiel, noble y cariñosa.

## Salud
El pointer inglés se considera una raza generalmente saludable con una esperanza de vida de 13 a 14 años.[cita requerida] Las afecciones hereditarias conocidas que se han encontrado en la raza incluyen displasia de cadera, displasia de codo, luxación de rótula, atrofia del músculo espinal y sordera. La raza tiene predisposiciones menores al hipotiroidismo, cataratas y distrofia corneal.[cita requerida]